# Cleopatra III

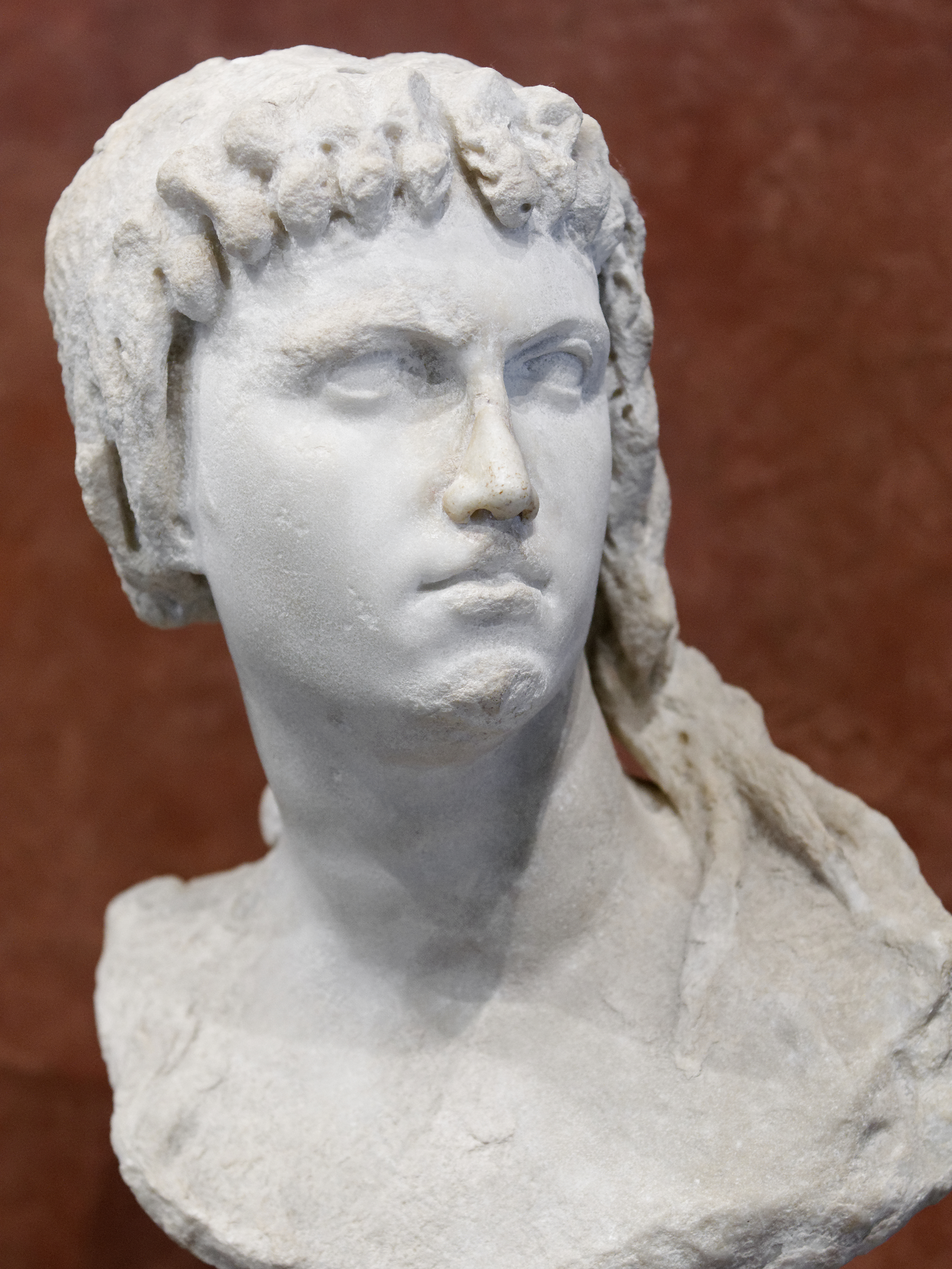
Buste van Cleopatra II of III
(2e eeuw v.Chr.), Louvre

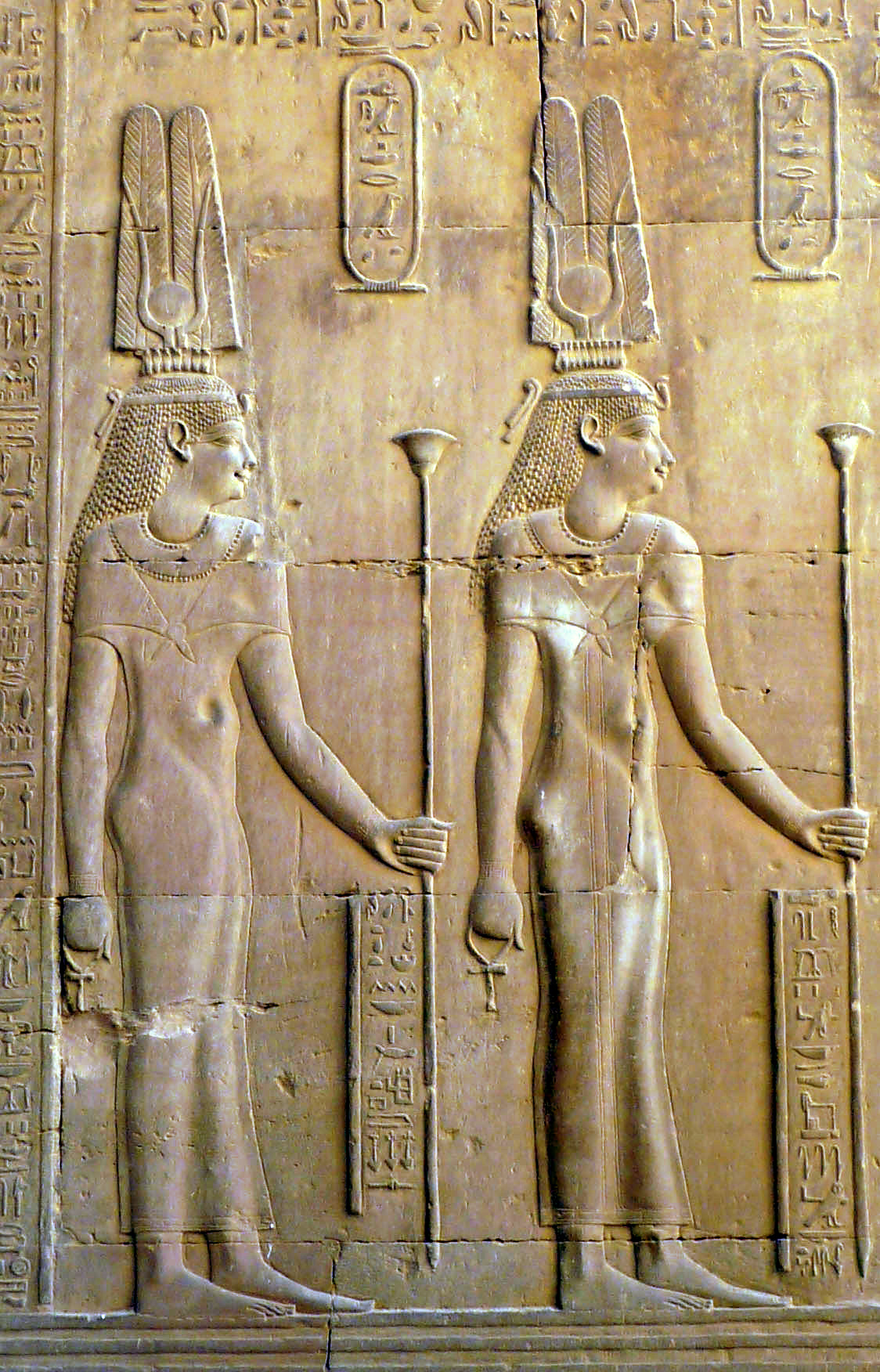
Reliëf van Cleopatra II en Cleopatra III (links)
Tempel van Kom Ombo

Cleopatra III (161 - 101 v.Chr.) was koningin van Egypte van 142 tot 101 v.Chr. Ze werd geboren in 161 v.Chr. als dochter van Ptolemaeus VI Philometor en Cleopatra II; ze was een zuster van koning Ptolemaeus VII Neos Philopator. 

## Geschiedenis
Na de dood van haar vader werd haar broer koning van Egypte, samen met haar moeder die in zijn naam regeerde. Om controle te krijgen over Cleopatra II huwde ze Ptolemaeus VIII Euergetes II (Physcon) in 142 v.Chr. Later vermoordde Physcon Philopator en maakte zich meester van de troon.
Hij zette Cleopatra II af en gaf haar titel aan Cleopatra III. Die schonk Physcon de volgende kinderen: Ptolemaeus IX Soter II, Ptolemaeus X Alexander I, Cleopatra IV, Cleopatra V Trypheana en Cleopatra Selena I.
Toen Physcon stierf liet hij de troon na aan Cleopatra en haar zoon Ptolemaeus IX. Als het aan haar had gelegen was de troon naar haar jongste zoon Alexander gegaan. De Alexandrijnen drongen haar Lathyros van Cyprus op als regent over Ptolemaeus IX.
Uiteindelijk, toen ze beweerde dat Lathyros haar probeerde te vermoorden, werd deze succesvol afgezet van zijn positie. Haar zoon Alexander keerde terug uit Cyprus en werd koning onder de naam Ptolemaeus X. Uiteindelijk werd ze moe van Alexander en bracht Lathyros terug uit Cyprus, maar toen werd ze weer moe van hem en bracht ze Alexander terug. Alexander werd moe van zijn moeder en liet haar vermoorden in 101 v.Chr.
- Gemeinsame Normdatei: 119208237
- Virtual International Authority File: 816680